# Rosemary Sutcliff
Rosemary Sutcliff (East Clandon, 14 december 1920 - Chichester, 23 juli 1992) was een Engelse schrijfster van historische (fictie)boeken. Hoewel bedoeld voor kinderen hebben haar boeken een diepgang en kwaliteit die ook volwassenen aanspreekt. Zelf zei Sutcliff dat ze schreef voor kinderen van alle leeftijden van 9 tot 90.
 
Sutcliff werd geboren in East Clandon in Surrey en bracht haar jeugd door in Malta en andere marinesteunpunten waar haar vader was gestationeerd. Al op jonge leeftijd kreeg ze juveniele idiopathische artritis (Still's Disease) een vorm van reuma waardoor ze de rest van haar leven op een rolstoel was aangewezen. Door haar chronische ziekte bracht ze veel tijd door in het gezelschap van haar moeder die haar vermaakte met het vertellen van Keltische en Saksische legenden. Deze vormen de basis voor veel van haar latere boeken. 
Sutcliff ging pas naar school toen ze negen was. Op haar veertiende begon ze een driejarige studie aan de Bideford Art School, waarna ze als schilder van miniaturen begon te werken. Tijdens de Tweede Wereldoorlog begon ze met schrijven en in 1950 kwam haar eerste boek uit: The Chronicles of Robin Hood. In 1954 kwam haar bekendste boek uit: The Eagle of the Ninth (in Nederland bekend als: De adelaar van het Negende).  In 2011 werd dit boek verfilmd als The Eagle. De basis van dit boek vormde de verdwijning van het Legio IX Hispana en de vondst van een Romeinse Adelaar, de Silchester Eagle, onder de ruïne van een Romeinse villa.
In 1959 won ze de Carnegie Medal, voor The Lantern Bearers. Met het boek The Mark of the Horse Lord won ze de Phoenix Award in 1985. Rosemary was ongetrouwd en leefde met een huishoudster en twee honden in Walberton in de buurt van Arundel, Sussex. In 1975 werd ze benoemd tot Lid in de Orde van het Britse Rijk voor haar verdiensten op het gebied van de kinderliteratuur en in 1992 werd zij bevorderd tot Commandeur in dezelfde orde.
In 1971 kreeg ze de Nederlandse literatuurprijs, de Zilveren Griffel.
Ze bleef schrijven tot op de ochtend van haar dood.

## Vertalingen in het Nederlands
- 1963   Om het rood van de krijger: een verhaal uit het Bronzen Tijdperk (Warrior Scarlett, 1958)
- 1965   De Adelaar van het Negende (The Eagle of the Ninth, 1954)
- 1969   Het koningsteken. Een koning voor de Daldriaden (The mark of the Horse Lord, 1965)
- 1970   De krijgsgevangene
- 1970   De roemruchte daden van Robin Hood (The Chronicles of Robin Hood, 1950)
- 1971   Een krans van eikebladeren (A Circlet of Oak Leaves, 1968)
- 1971   De sage van Finn Mac Cool (The high deeds of Finn Mac Cool, 1967)
- 1972   De spelen van Olympia (The truce of the Games, 1972)
- 1973   De ridderslag (Knight's fee, 1960)
- 1975   Helden en monsters: Beowulf de drakendoder / De wolfshond van Ulster (Beowulf:      Dragonslayer, 1961; The Hound of Ulster, 1963)
- 1975   Een muur van schilden (The shield ring, 1956)
- 1975   Owain en zijn hond: Tekst uit De sage van Finn Mac Cool
- 1979   Drie zangen voor een koningin
- 1979   Marc, de verschoppeling
- 1980   Ochtendwind (Dawn Wind, 1961)
- 1980   Zonnepaard, Maanpaard
- 1981   Schild en Kruis. De sage van de Heilige Graal
- 1982   De zilveren tak (The Silver Branch, 1957)
- 1982   Op weg naar de regenboog
- 1983   Koning Arthur deel 1: Zwaard en kroon
- 1983   De lantaarndragers (The Lantern Bearers, 1959)
- 1983   Op de splitsing van de weg: vijf verhalen
- 1984   Afscheid van een koning (The road to Camlann, 1982)
- 1986   Uitgestoten
- 1987   Het huis met de dolfijnen
- 1988   De omweg naar de keizer
- 1992   Roodgevlamde zijde (Flame-coloured taffeta, 1990)
- 2007   De minstreel en de drakenpup (The minstrel and the dragon pup, 1993)

- Bibsys: 90063340
- Biblioteca Nacional de Chile: 000138467
- Biblioteca Nacional de España: XX961660
- Bibliothèque nationale de France: cb12146702h (data)
- CiNii: DA03956818
- Gemeinsame Normdatei: 118799495
- International Standard Name Identifier: 0000 0001 1556 4229
- Library of Congress Control Number: n79062683
- Nationale Bibliotheek van Letland: 000013486
- MusicBrainz: 2dbf516f-9c28-4e7d-a95c-73fd032c9c82
- Bibliotheek van het Japanse parlement: 00458109
- Nationale Bibliotheek van Tsjechië: xx0015816
- Nationale bibliotheek van Australië: 35118748
- Nationale Bibliotheek van Israël: 987007357047405171
- Nationale Bibliotheek van Polen: a0000001101308
- Nationale en Universitaire bibliotheek Zagreb: 000001332
- Nederlandse Thesaurus van Auteursnamen: 068818718
- LIBRIS: 341956
- SNAC: w67t0vgw
- Système universitaire de documentation: 02995035X
- Trove: 831898
- Union List of Artist Names: 500040760
- Virtual International Authority File: 22178414
- WorldCat: E39PBJp9vpKypD4kKV6wdKvj4q